# Владислав Мустафін
Владислав Мустафін (нар. 26 вересня 1995, Ташкент, Узбекистан) — узбецький плавець.
Учасник Олімпійських Ігор 2016 року.